# Gianluca Rizzo
Gianluca Rizzo (Syracuse, 26 avril 1974) est un homme politique italien.

## Biographie
En 2013, il est élu député de la circonscription Sicile 2 pour le Mouvement 5 étoiles.